# Carte cadeau
 (décembre 2008).
 (juillet 2019).
Si vous disposez d'ouvrages ou d'articles de référence ou si vous connaissez des sites web de qualité traitant du thème abordé ici, merci de compléter l'article en donnant les références utiles à sa vérifiabilité et en les liant à la section « Notes et références ».

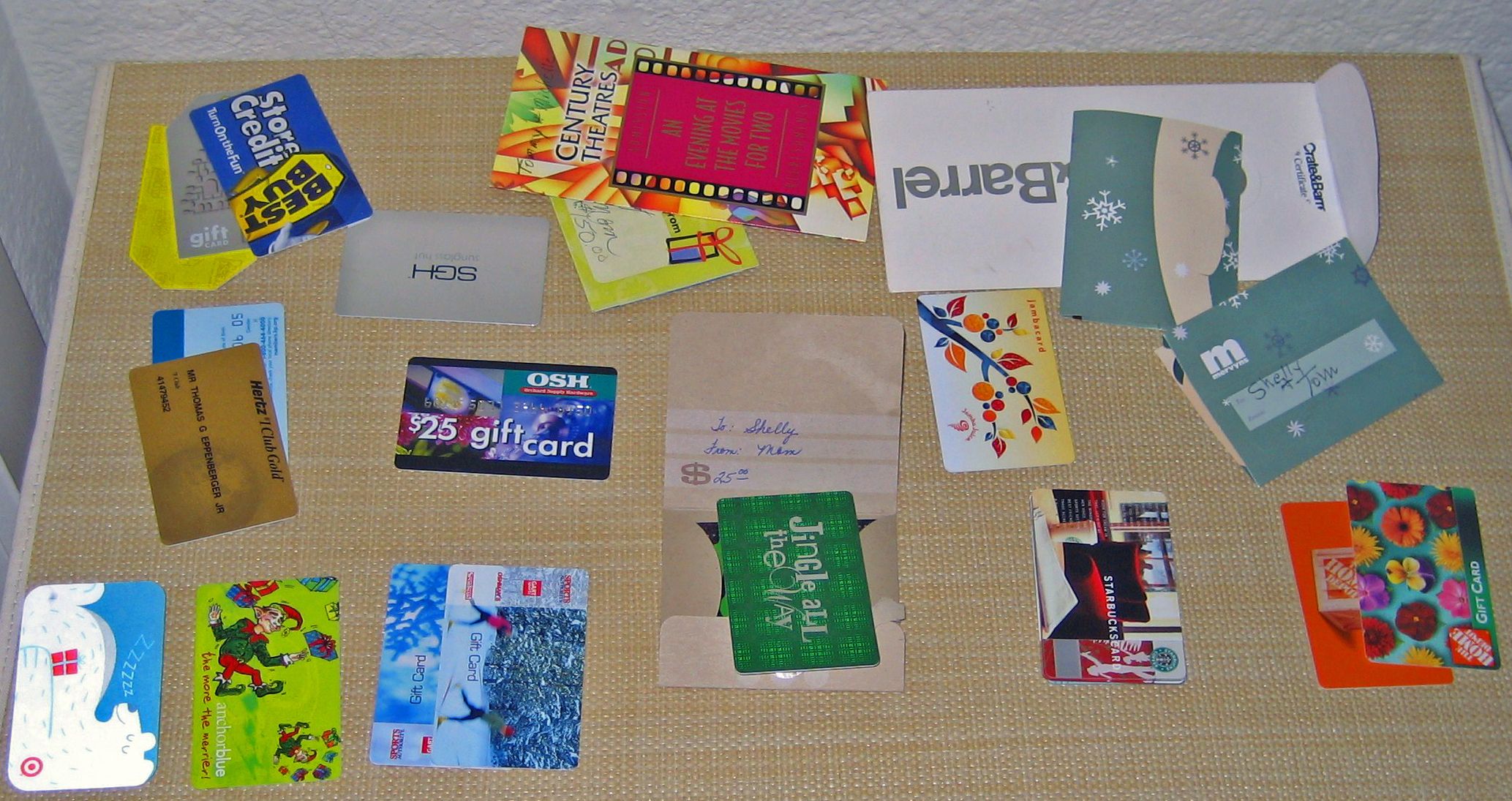
Un assortiment de cartes cadeau, beaucoup de marques américaines telles que Best Buy, Target et Home Depot.

Une carte cadeau est une carte plastique ou cartonnée dans sa version écologique à laquelle on attribue une valeur faciale, correspondant à un crédit d’achat qui s’effectue ou s’échange en magasin. Elle remplace le chèque cadeau.

## Historique
Les cartes cadeaux apparaissent il y a plus de dix ans aux États-Unis. Les grands magasins et distributeurs spécialisés (Blockbuster Video, Home Depot, Best Buy, Starbucks) sont les premiers à les lancer en 2005, le chiffre d'affaires généré par ces cartes aux États-Unis est de 54 milliards d’euros avec une projection à 110 milliards en 2008. Les vouchers papier ont en 2007 quasiment disparu du marché américain.
Le marché anglais est le premier marché européen. Marché qui a démarré en 2002, également avec les distributeurs (Debenhams, Boots UK (en), Royal Mail).
En 2005 le chiffre d'affaires des cartes cadeaux est de 450 millions d’euros contre 2 800 millions pour les chèques cadeaux. En 2007, il est de 3 100 millions sur les cartes contre 2 340 pour les chèques : en deux ans les cartes ont plus que dépassé les chèques cadeaux.
En France, le marché est encore dominé par les chèques mais devrait connaître le même phénomène qu’au Royaume-Uni. Les premières cartes cadeaux sont apparues en 2004 avec les distributeurs Galeries Lafayette, BHV, Ikéa, Auchan) en B2C.
À partir de 2007 apparaissent les cartes cadeaux bancaires et de nouveaux acteurs sur le marché B2B (Groupe Up et notamment sa filiale Cadhoc, Accor Services rachète Kadéos, Sodexo et Sofinco se réunissent depuis 2008 pour créer Cartes Cadeaux Distribution Service) et sur le marché du B2C.

## Types de cartes
On distingue les cartes mono-enseignes et les cartes multi-enseignes.
La carte cadeau mono-enseigne n'est utilisable que dans le réseau de magasins et sur le site internet de la marque qui l'a émise.
La carte multi-enseignes est utilisable dans un réseau d'enseignes différentes, rassemblées au sein d'un programme multimarques ou selon des critères géographiques (ex. carte cadeau du centre commercial Untel) ou thématiques (ex : carte cadeau « bien être » valable dans une sélection de spas partenaires). 
La dernière version de la carte multi-enseignes est la carte open loop, valable par exemple dans un réseau de paiement (Visa, Mastercard, Amex) à concurrence de sa valeur, et auprès de tous les commerçants de ce réseau.

## Fonctionnement
Une carte cadeau peut être de valeur fixe (imprimée sur la carte ou son packaging : 20 €, 50 €, etc.) ou de valeur variable. Dans ce dernier cas, c'est le client qui en choisit le montant en l'activant en caisse ou sur le site internet.
En France, la valeur maximale chargeable sur une carte cadeau est de 250 € (uniquement les multi-enseignes).
La carte peut être utilisée en une ou plusieurs fois.
En général, en France, elle est valable 12 mois à compter de sa date d'achat/activation, certaines nouvelles cartes du marché pouvant être valables jusqu'à 24 mois.

### Activation
Pour que la carte ait une valeur et soit utilisable, il faut l'activer, opération effectuée lors de son achat/paiement.
Lors du paiement, l'hôte de caisse réalise cette étape d'activation, par le biais du scanner du code-barres de la carte, ou de sa piste magnétique, selon le procédé utilisé dans l'enseigne. Dans les deux cas, l'information codée (sous forme de barres ou dans la piste magnétique) est le type de carte et son numéro de série (ex : SuperSports 20 € no 123456). La caisse demandant l'activation envoie alors ces informations à un serveur central dans lequel la carte est censée exister pour cette valeur et sous ce numéro. Une fois ces informations validées, le message retour parvient à la caisse pour indiquer si la carte n'est pas activable (par exemple si elle est en liste noire, ou déjà activée) ou si l'activation peut être confirmée : dans ce cas un ticket est imprimé qui reprend (comme une facturette de carte bancaire) le nom de la carte, le montant, la date complète jj/mm/hh/mm/ss, et le numéro de série tronqué.

### Utilisation
Une fois activée comme, la carte est en mode activé dans la base de cartes cadeaux. Elle peut être utilisée par son bénéficiaire qui la présente dans un point de vente d'acceptation, qui là aussi soit scanne le code-barres de la carte soit lit sa piste. Le même échange d'informations se produit entre la caisse qui demande de valider le paiement, et le serveur. Une fois la transaction carte cadeau acceptée, le client règle le cas échéant le solde de son paiement avec le moyen de son choix (espèce, carte bancaire)

## Avantages
Par rapport au chèque cadeau :
- plus souple à gérer : carte activable en caisse et tracée avec un numéro de série unique, compensation entre magasin qui active et magasins qui reçoivent en paiement facilitée grâce à la plateforme informatique gérant les transactions. Cela apporte notamment de la transparence aux entreprises pour suivre la consommation des avantages salariés.
- plus sécurisée : avant activation elle n'a aucune valeur. De plus contrefaire une carte cadeau (notamment à piste magnétique) est un peu  plus complexe que de photocopier un chèque cadeau. De plus, avec une carte à piste magnétique, l'enseigne peut gérer une date de validité en plus du numéro de série unique, de même que des données sécuritaires qui lui sont propres.

## Evolution récente
De nouveaux acteurs émergent proposant des cartes bancaires en remplacement des chèques cadeaux et cartes à piste magnétiques. L’avantage de ce nouveau format tient à la flexibilité et la sécurité offerte par la technologie bancaire de e-wallets permettant le cantonnement des montants attribués, mais aussi à l’élargissement des possibilités et options de dépense des cartes cadeaux (notamment en e-commerce, prélèvements d’abonnements sport ou streaming, achat en dehors des enseignes partenaires, etc.)[réf. nécessaire].